# Nogales (Arizona)

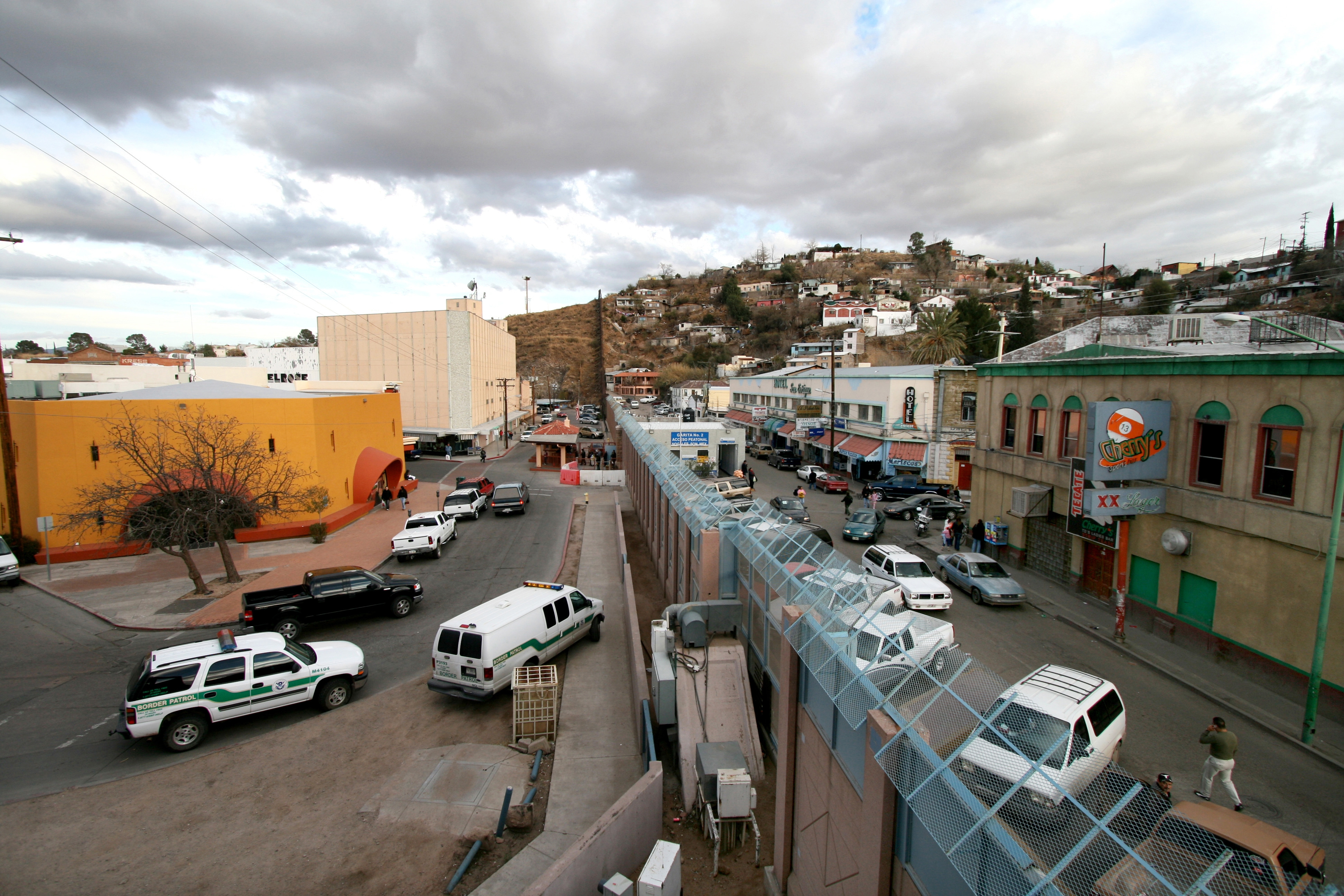
Hranice mezi Arizonou (vlevo) a Sonorou (vpravo)

Nogales je město v Arizoně, USA. Podle sčítání lidu z roku 2000 má 20 878 obyvatel. Podle odhadů z roku 2005 obývá město 20 833 lidí.
Arizonské Nogales hraničí s městem Nogales v Mexiku a je největším hraničním městem Arizony.

## Etymologie
Původ názvu města je neznámý: název místa znamená ve španělštině "vlašský ořech" a tyto stromy lze stále v okolí nalézt. V jazyku Papago (nedaleký indiánský kmen) je město známo jako No-wál.